# ZIL-41047
ZIL-41047は、ソビエト連邦およびロシアの自動車メーカであるジルが製造したリムジンである。従来からの顧客がより近代的な車を選ぶようになったため2002年に生産を停止したが、最後の数台はその後も2017年まで生産された。

## 説明

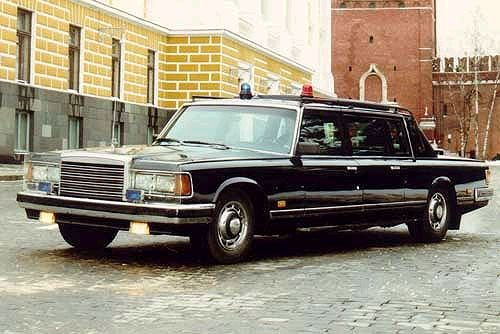
大統領警備隊用「72スコルピオン」

運転席を含めて7席あり（うち2席は格納式補助席）、載貨重量は3,550 kg (7,826 lb)である。カタログ上は2人乗車時の最高速度は「190km / h（118 mph）以上」とされている。毎分4,400回転で232kW（315 hp SAE Gross）を発生する7.7 L（469立方インチ）のキャブレター付きV8エンジンを搭載し、以下の減速比をもつ3速オートマチックトランスミッションを介して後輪を駆動する。
- 1速：2.02:1
- 2速：1.42:1
- 3速：1:1
- 後進：1.42:1

ZIL-4104の後継モデルとして1985年に登場したが、機構面での実質的な変更はなく、唯一の大きな変更はスタイリングである。全体的なフォルムは同一ながら、サイドミラー、前後の灯火類（ヘッドライト、尾灯、方向指示器）などが目立って近代化されている。
基本仕様において、前席は革張りであるが後席は布張りである。この前席は革張り・後部座席は布という組み合わせは、最高クラスのリムジンとしての様式に則った措置であり、ZIL-41047は共産圏の生まれであるものの、その古典的伝統を踏まえている。

## 車種展開
- ZIL-41047（1985-2002年）- 7席・ホイールベース3880mm（152.75インチ）の基本モデル
- ZIL-41041（1986-2000年）- 5人乗りのセダン、ホイールベース3300mm（130インチ）。30台製造。うち12台は1997年から2000年にかけてモスクワ市政府向けに製造され、4台は2010年代半ばに販売された[3]。
- ZIL-41042 - 救急車型
- ZIL-41044 - コンバーチブルモデル
- ZIL-41049 - 特殊通信車
- ZIL-41052（1988-2002年）- 装甲リムジン
- ZIL-4107（1988-1999年）- 特殊通信車
- ZIL-41071 - 特殊通信車
- ZIL-41072«Скорпион»「スコルピオン（Scorpion）」（1989-1999）- 警護車
- ZIL-4104R（1990年）- 撮影用
- ZIL-41047TB（1992年）- トラスコ・ブレーメンで架装した装甲リムジン。2台製造。
- ZIL-410441 AMG（2010年）- 赤の広場での対独戦勝記念日パレード用特別車。黒塗りで3台製造。

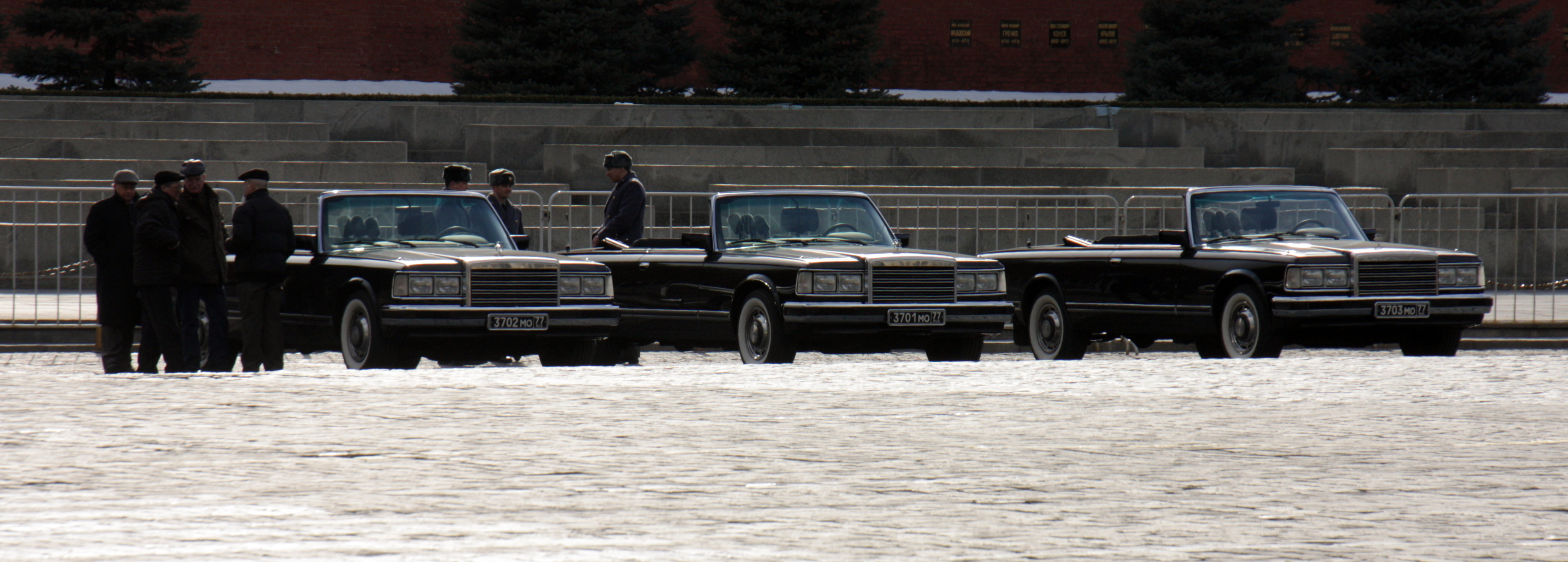
赤の広場に停車する3台のZIL-410441。
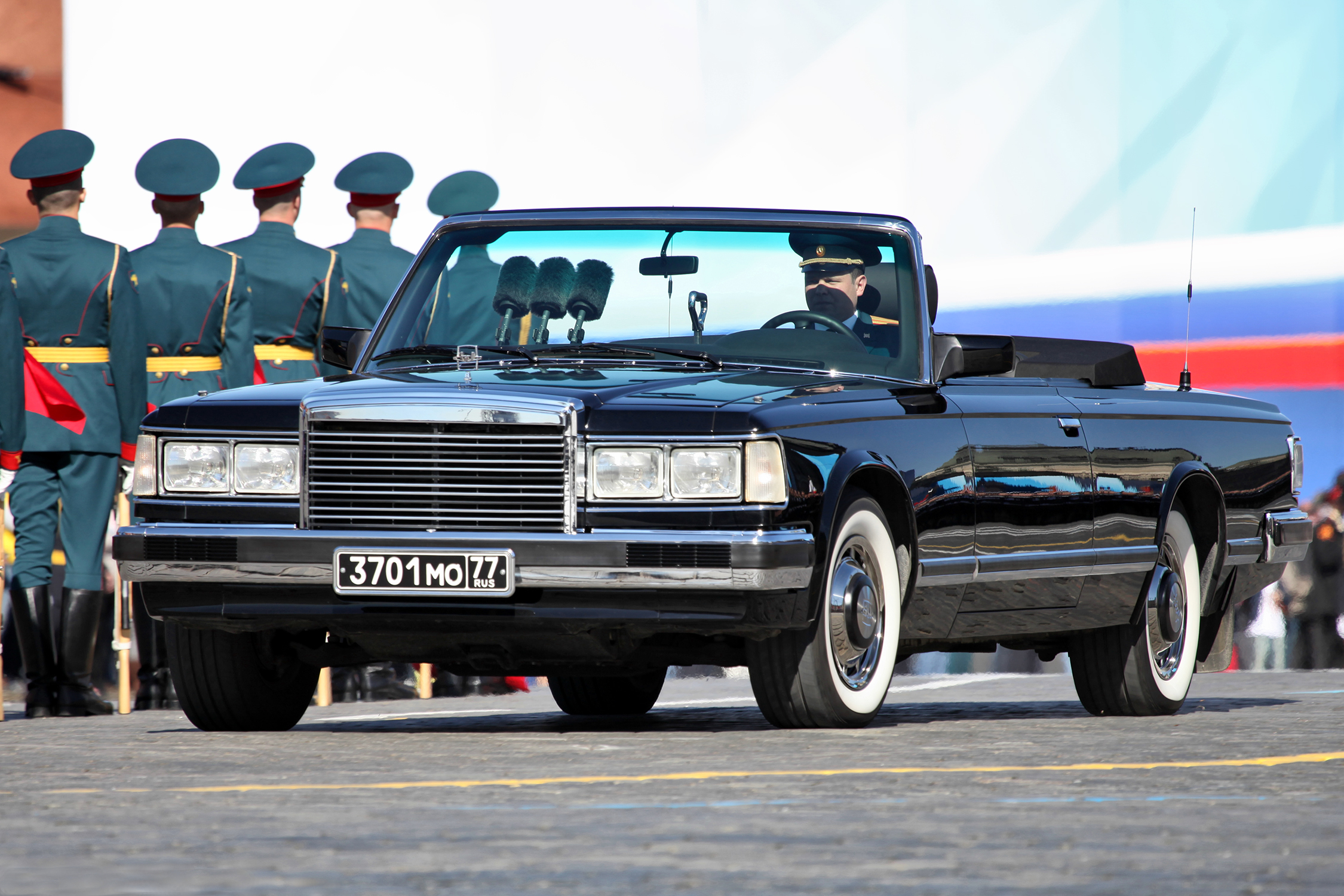
ZIL-410441（赤の広場）。
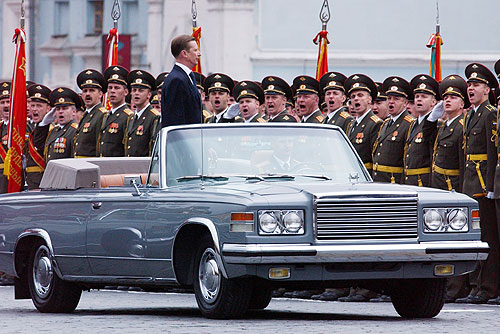
2004年の対独戦勝記念日パレードでZIL-41044に立つロシア国防大臣セルゲイ・イワノフ。
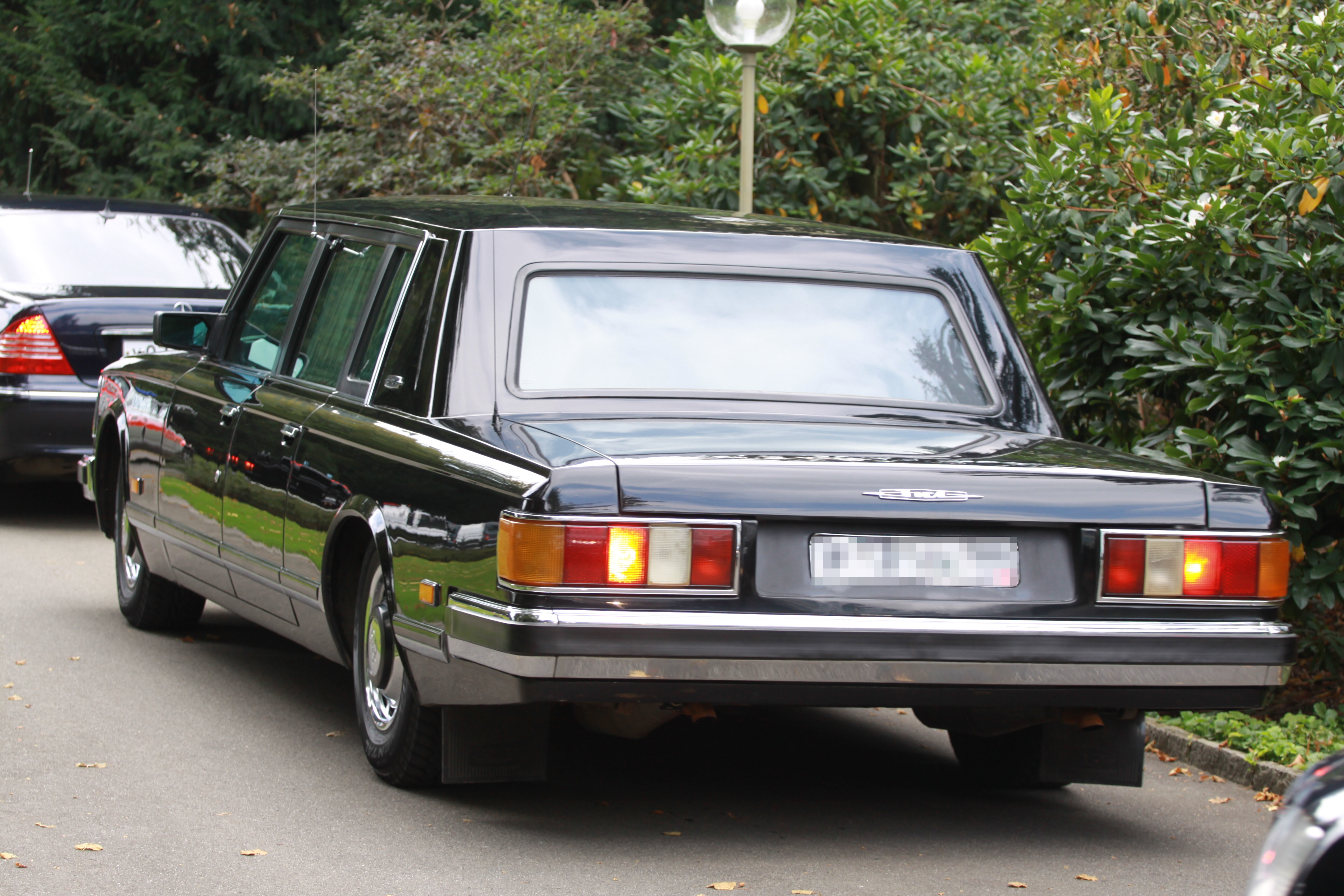
ドミートリー・メドヴェージェフが乗車したZIL-41052。2009年、ベルン
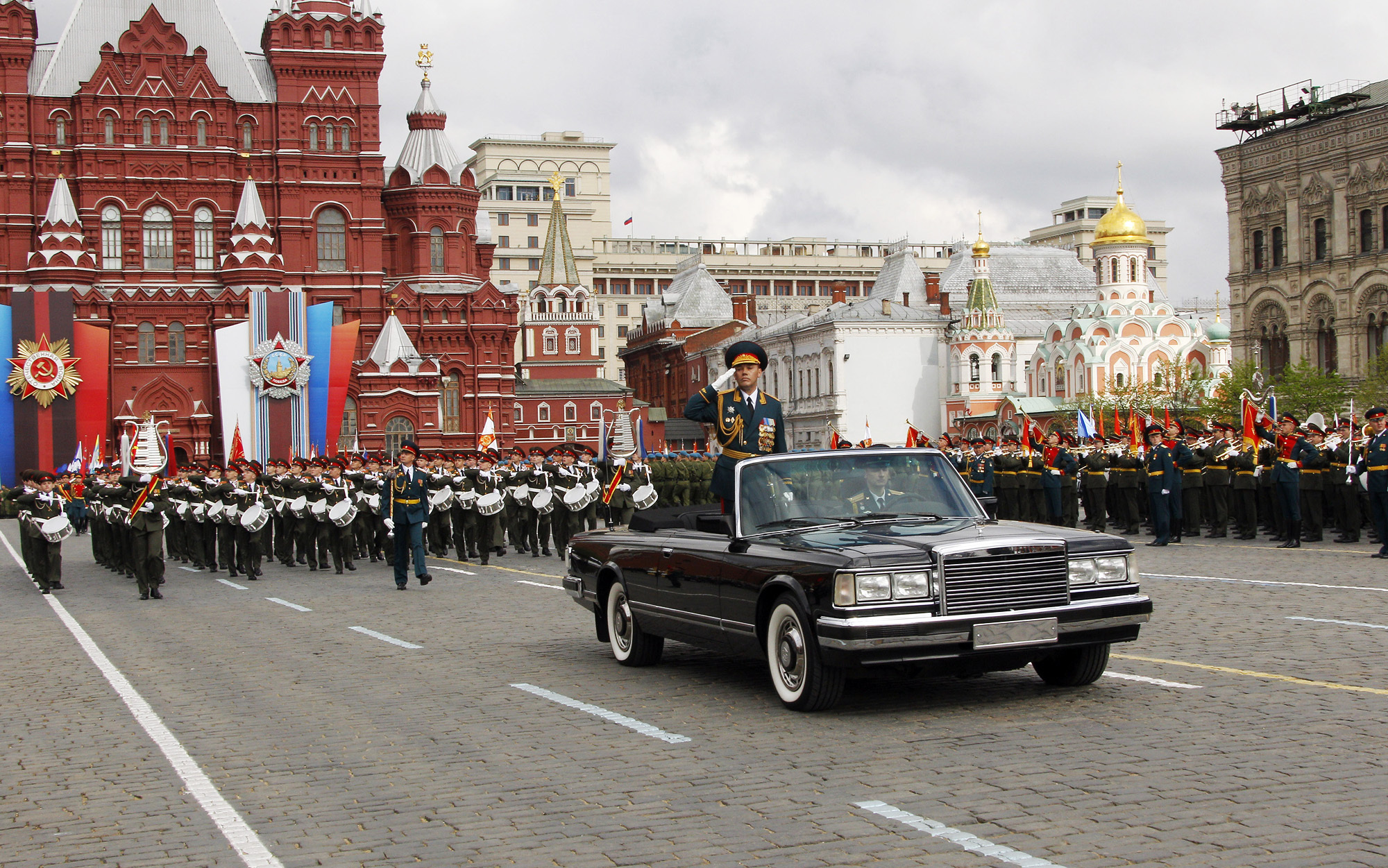
2011年戦勝記念日にパレードするZIL-410441。
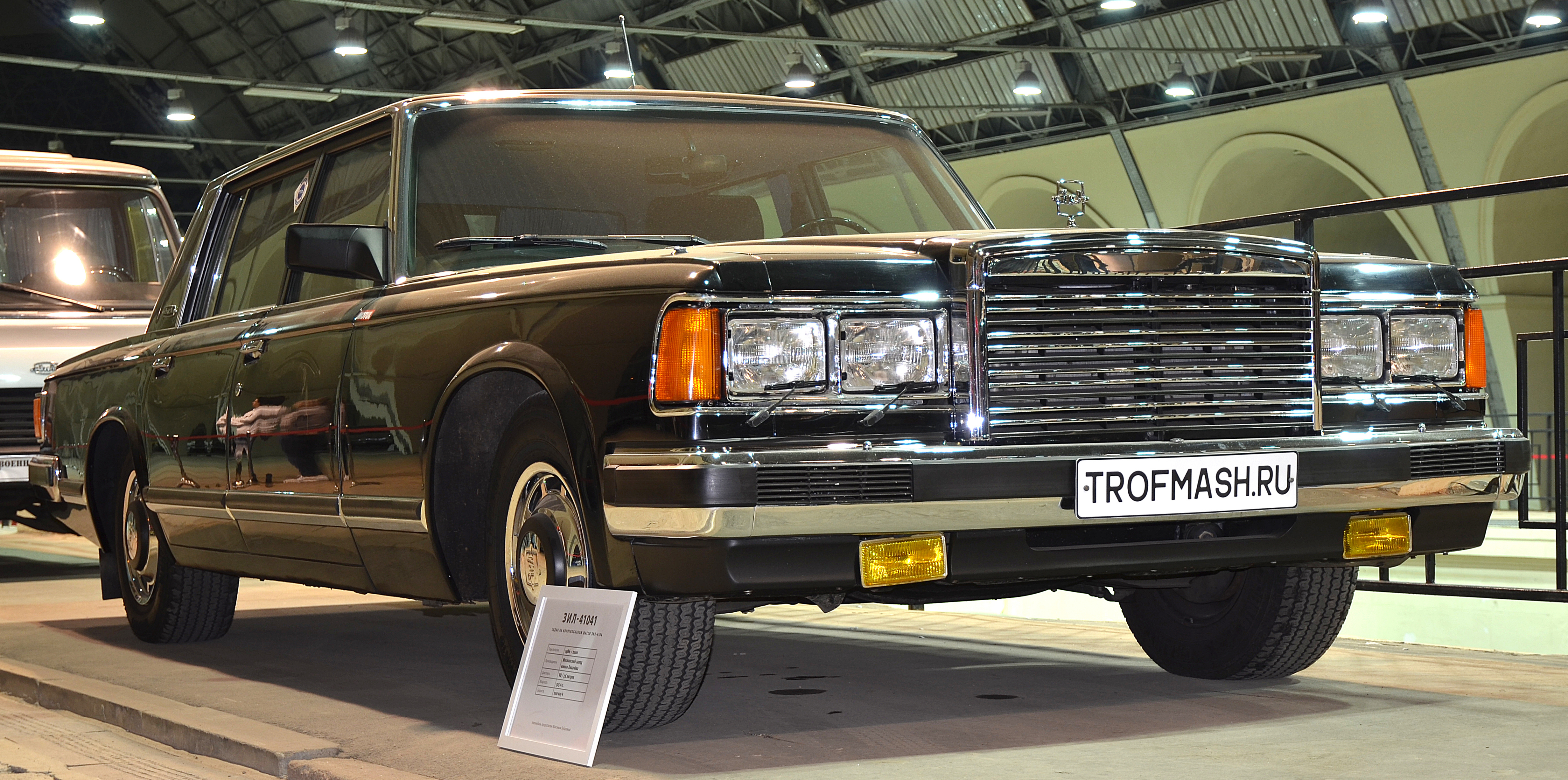
ZIL-41041。
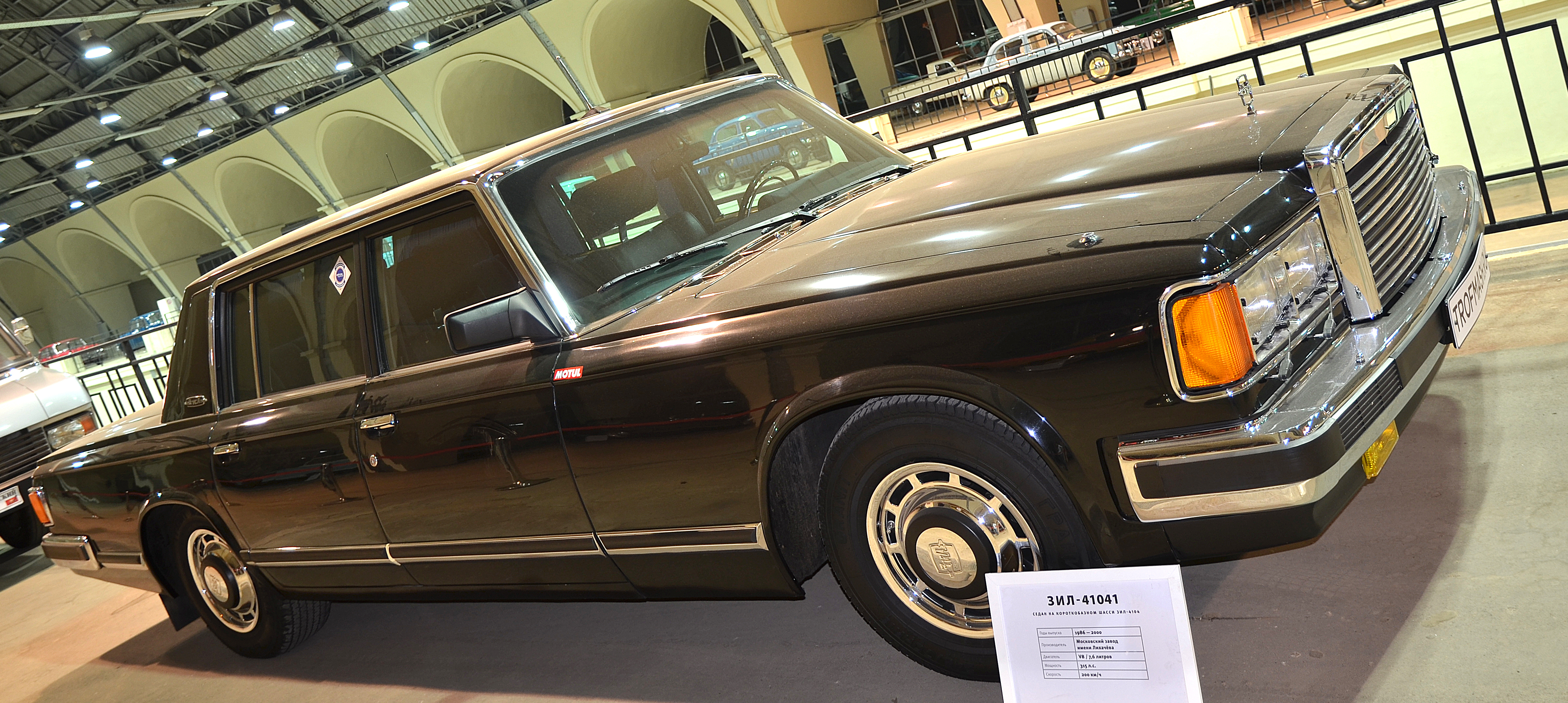
ZIL-41041。

※ZiL410441 AMGについては、ZiLとつくがGAZ製で、GAZ SP-45である。